# Socket AM4
Socket AM4是超微半導體（AMD）開發的中央處理器插座，用於Zen微架構的Ryzen處理器和AMD Excavator架構處理器以及安謀控股授權AMD開發的基於ARM架構的K12處理器上。
在此之前，AMD在消費級市場的劃分中，高性能台式机採用的是Socket AM3+，主流性能桌上型電腦採用的是Socket FM2+，入門級台式机則是另立Socket AM1，如此多的連接器規格令成本增加，並且用户的選擇范围變得狹窄；因此AMD使用Socket AM4，目的便是將繁多的處理器連接器規格統一起來。 2015年6月，AMD的技術發展規劃將原定主流性能台式机使用的Socket FM3也更換為AM4。行動平台則是改成了使用Socket FP4、Socket FP5、Socket FP6介面，伺服器採用的是高規格的Socket SP3，並衍生有Ryzen Threadripper系列使用的Socket TR4、Socket sTRX4。

## 技術特性

Socket AM4平台最多可提供24條PCIe匯流排通道

Socket AM4的連接器擁有1,331個針腳，相較於Socket AM3+、FM2+以及AM1，針腳排列大幅變動、針腳數量增加；插座的尺寸仍然維持在40mm × 40mm，插針網格陣列封裝（PGA）。儘管如此，Socket AM4的散熱器扣具仍有所變動、不能完全相容AM2至AM3+時代的散熱器，部分副廠設計的散熱器需要更換新的扣具方能安裝於Socket AM4上。處理器的最大熱設計功耗是140W。另外，CPU晶粒採用和AMD以往的Socket 754平台一樣的裸露處理器晶粒形式，不過AMD在此代中，和自家的GPU產品一樣，加上了金屬保護框來降低晶片被壓碎的機率，這樣做的散熱效能比對手英特爾的金屬保護蓋+導熱膏的要好。不過首款採用Zen微架構的處理器產品AMD Ryzen，仍然使用硬釺焊（金属铟）將金屬頂蓋覆蓋處理器晶片之上的設計。
採用Socket AM4插座的電腦平台，只能使用DDR4記憶體，原生支援DDR4-2400記憶體規格，最高暫定支援至DDR4-3200，支援雙通道記憶體配置，每通道可容納兩個DIMM記憶體模組。同樣主機板的主晶片佈局與Socket FMx平台以及現行的英特爾桌上型電腦類似，北橋晶片被整合至處理器內，剩餘的南橋晶片作為FCH那樣的低速I/O匯流排控制器。不過，AMD在AM4處理器上也整合了部分南橋功能（如部分USB 3.x，部分NVMe/SATA），主機板上的FCH晶片則是作為擴充用途。
Socket AM4處理器均內建的PCIe控制器，最多可提供24條PCIe匯流排通道，其中4條供晶片組使用，16條供單個或多個GPU使用（內建GPU的Ryzen APU僅提供8條PCIe用於顯示卡等擴充卡的擴充），餘下4條可用於儲存裝置（如NVMe/SATA），Zen微架構和Zen+微架構支援PCIe 3.0規格，Zen 2微架構支援PCIe 4.0規格。但是，由AMD 300/400系列晶片組提供的PCIe通道只支援到PCIe 2.0規格。Zen 2微架構的Ryzen 3000處理器和AMD X570晶片組可支援PCI Express 4.0。由AMD A520、B550晶片組提供的PCIe通道支援PCIe 3.0規格。
2022年5月，AMD發布了Socket AM5插槽為Socket AM4的下一代插槽，並且從Ryzen 7000系列處理器起，開始採用AM5插槽。

## 部署使用

### 晶片組
首個使用Socket AM4的FCH晶片組是B350、A320，用於核心代號為「Bristol Ridge」的AMD加速處理器。這些晶片組支援USB 3.1、SATA、NVMe等功能。AMD Ryzen發表時還有性能級型號X370發表，這些晶片組是AMD委託台灣祥碩科技設計而來。主機板尺寸除了ATX、M-ATX以外，還有ITX尺寸的導入使用。

### 微處理器
首批使用Socket AM4的AMD處理器是使用Excavator微架構、核心代號「Bristol Ridge」的AMD APU。這些CPU都內建了南橋的功能，但是可以同時使用主機板上的FCH晶片提供的南橋功能。
- 雙模組4執行緒型號：A12-9800、A12-9800E、A10-9700、A10-9700E、A8-9600、Athlon X4 950[24]
- 單模組2執行緒型號：A6-9500、A6-9500E

2017年3月初美商超微發表的AMD Ryzen，是首款採用Zen微架構的處理器系列，核心代號「Summit Ridge」，桌上型電腦使用的Ryzen、第二代Ryzen、第三代Ryzen採用了Socket AM4，全為雙通道記憶體支援、由處理器提供16條或8條PCIe通道。不過Ryzen Threadripper系列則是採用了Socket TR4、Socket sTRX4介面；行動型處理器Ryzen Mobile系列採用輕薄化的BGA封裝（即Socket FP5介面）。

## 外部連結
- AMD Confirms x86 Zen Based Enthusiast FX CPUs and 7th Generation APUs in 2016 – Compatible With AM4 Socket（页面存档备份，存于）（英文）
- AMD Zen处理器和AM4接口实物曝光（页面存档备份，存于）（简体中文）